# Natuurreservaat Põhja-Kõrvemaa
Het natuurreservaat Põhja-Kõrvemaa  is een beschermd gebied in de provincie Harjumaa in het noorden van Estland vijftig kilometer ten oosten van de stad Tallinn. Met een oppervlakte van ruim 130 vierkante kilometer is het park het op drie na grootste natuurreservaat in Estland.

## Geschiedenis
Het natuurreservaat Põhja-Kõrvemaa werd opgericht in 1991, een paar maanden nadat Estland onafhankelijk werd. Tijdens de Sovjetperiode werd een groot deel van het huidige reservaat gebruikt voor militaire trainingen en was daarom afgesloten voor het publiek. Het militaire oefenterrein werd in 1947 in gebruik genomen en in 1953 uitgebreid tot een oppervlakte van 33.304 hectare waardoor het gebied het grootste Sovjetoefenterrein in Estland werd. Het leger gebruikte echter slechts tien procent van het totale oppervlakte waardoor de rest van het gebied intact bleef. Omdat de grond niet geschikt was voor landbouw is het gebied altijd redelijk onaangetast gebleven.
In 1990 was het leger van Estland geïnteresseerd in het terrein. Na protesten van omwonenden zag het leger af van het plan en werd besloten de legerbasis ten oosten van het voormalige Sovjetkamp op te zetten. Van 1997 tot 2007 had het gebied de status van beschermd landschap. In 2007 kreeg het gebied de status natuurreservaat. Sinds 2004 is het gebied onderdeel van het netwerk Natura 2000.

## Natuur en landschap
Het landschap van het natuurreservaat Põhja-Kõrvemaa is een typisch glaciaal landschap en werd twaalfduizend jaar geleden gevormd aan het einde van de laatste ijstijd. Het landschap bestaat voor veertig procent uit bosgebied en slechts tien procent van het terrein wordt open gehouden door menselijke invloeden. De meest bijzondere landschapsvorm zijn de eskers waarvan sommige een hoogte hebben van vijfentwintig meter.
Er komen meerdere zeldzame soorten voor van flora en fauna, wat een van de redenen is geweest om van het gebied een natuurreservaat te maken. De grijze wolf, de Euraziatische lynx en de bruine beer komen voor in het natuurreservaat. Tot 1990 kwam de Europese nerts voor in het gebied, maar deze is nu in bijna heel Estland uitgestorven. Beschermde vogelsoorten zoals de zwarte ooievaar, steenarend en de kraanvogel komen in het gebied voor. Daarnaast vindt men er negentien soorten orchis naast een aantal andere zeldzame planten.

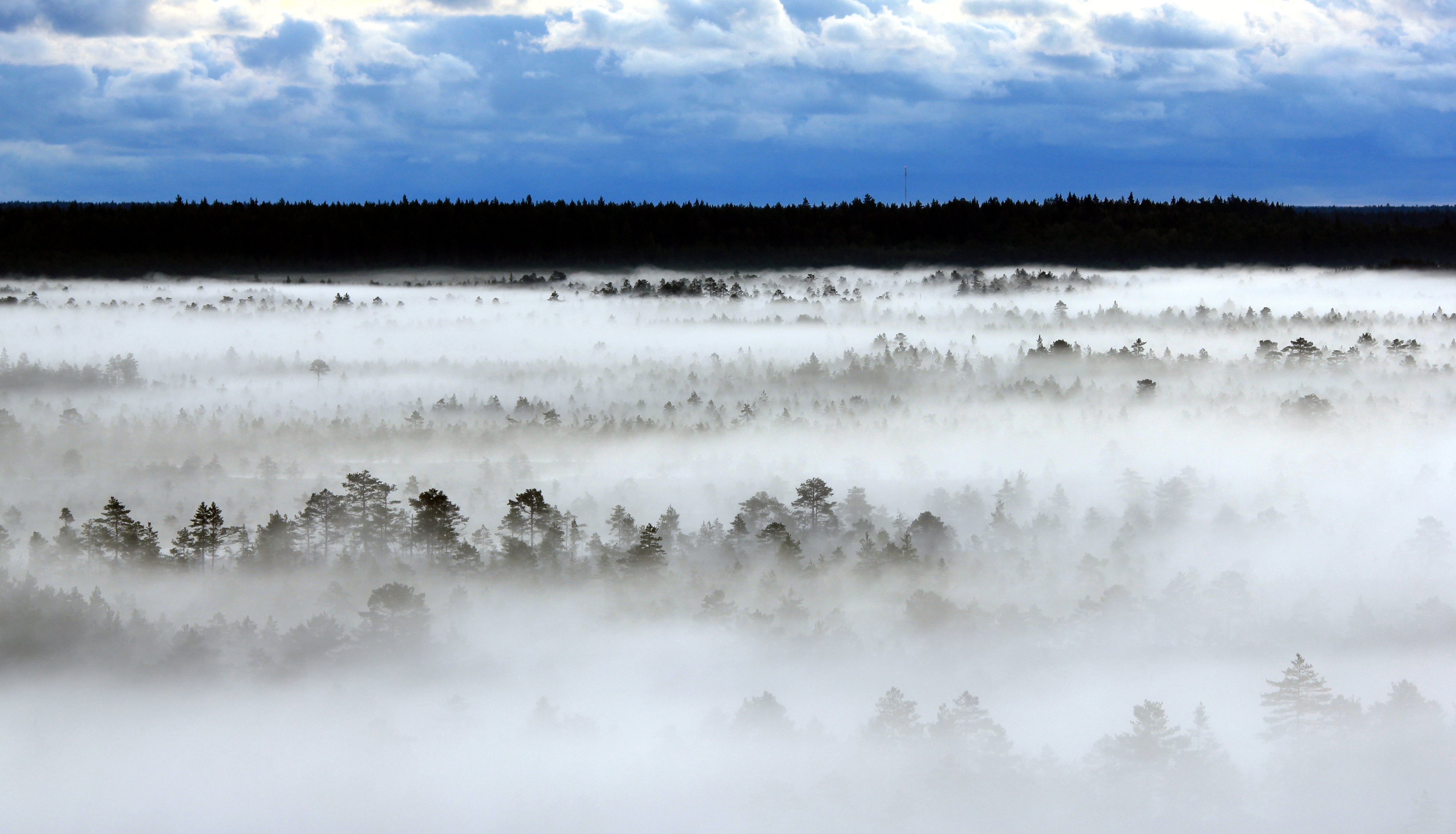
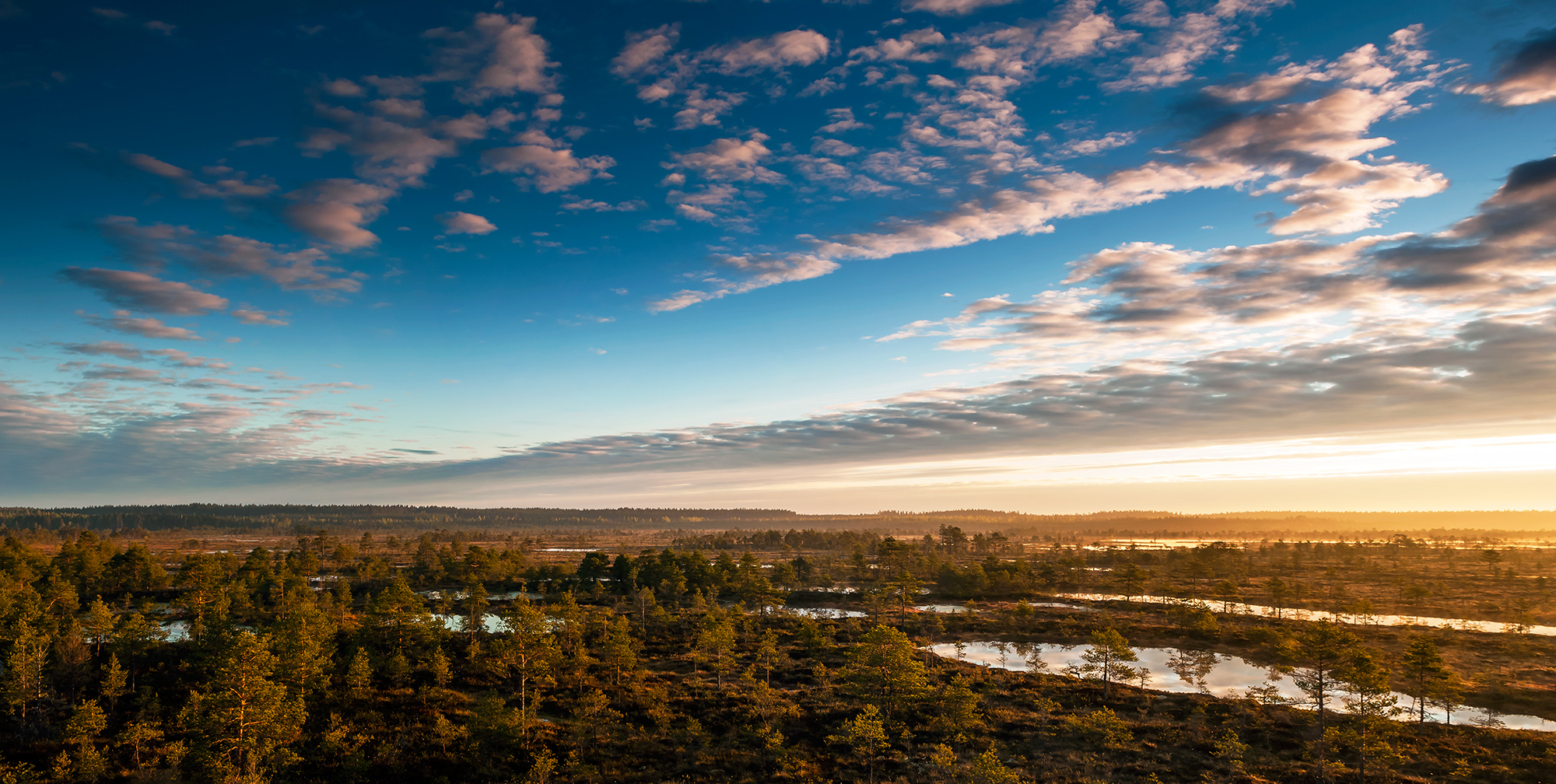
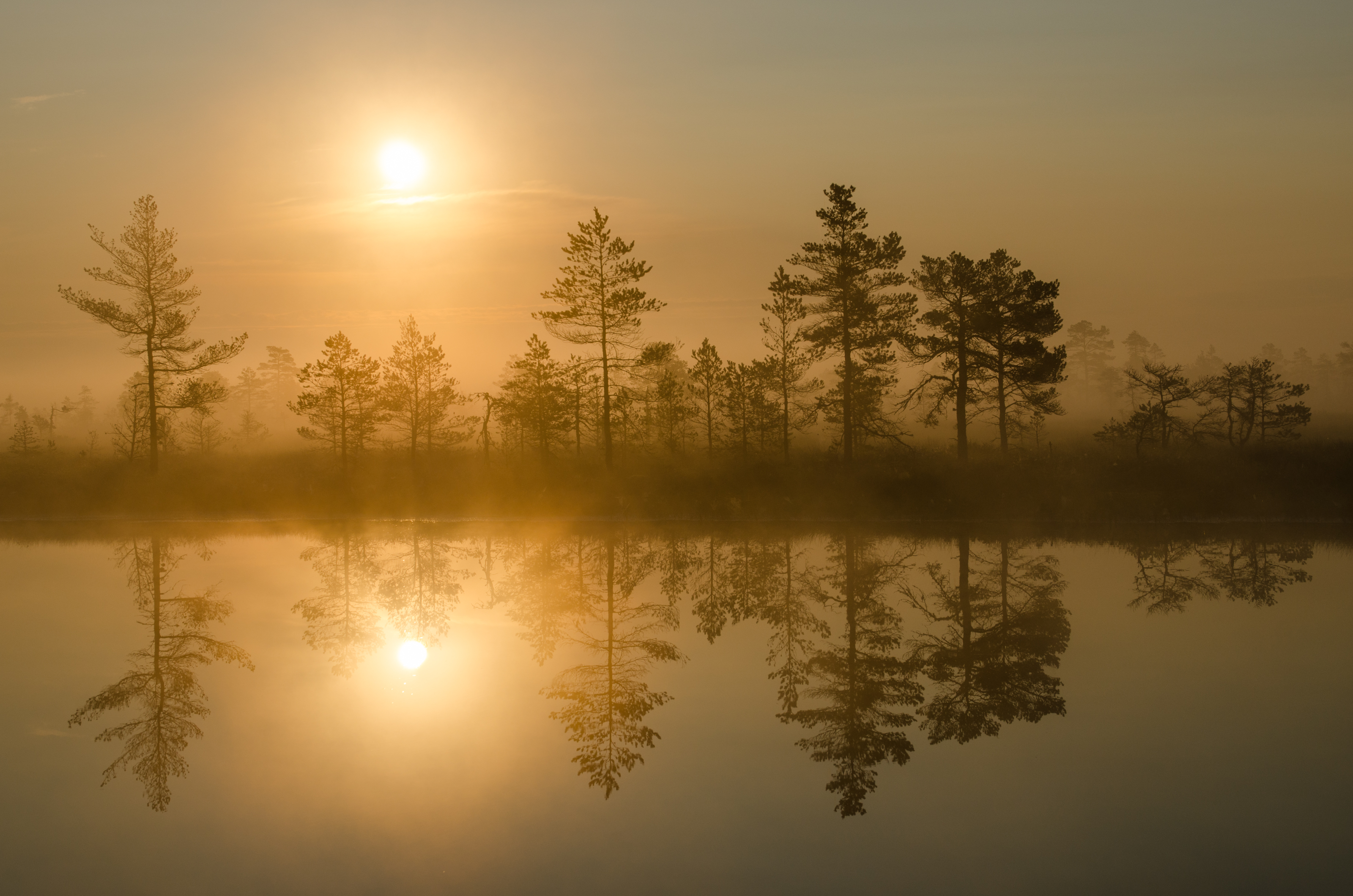
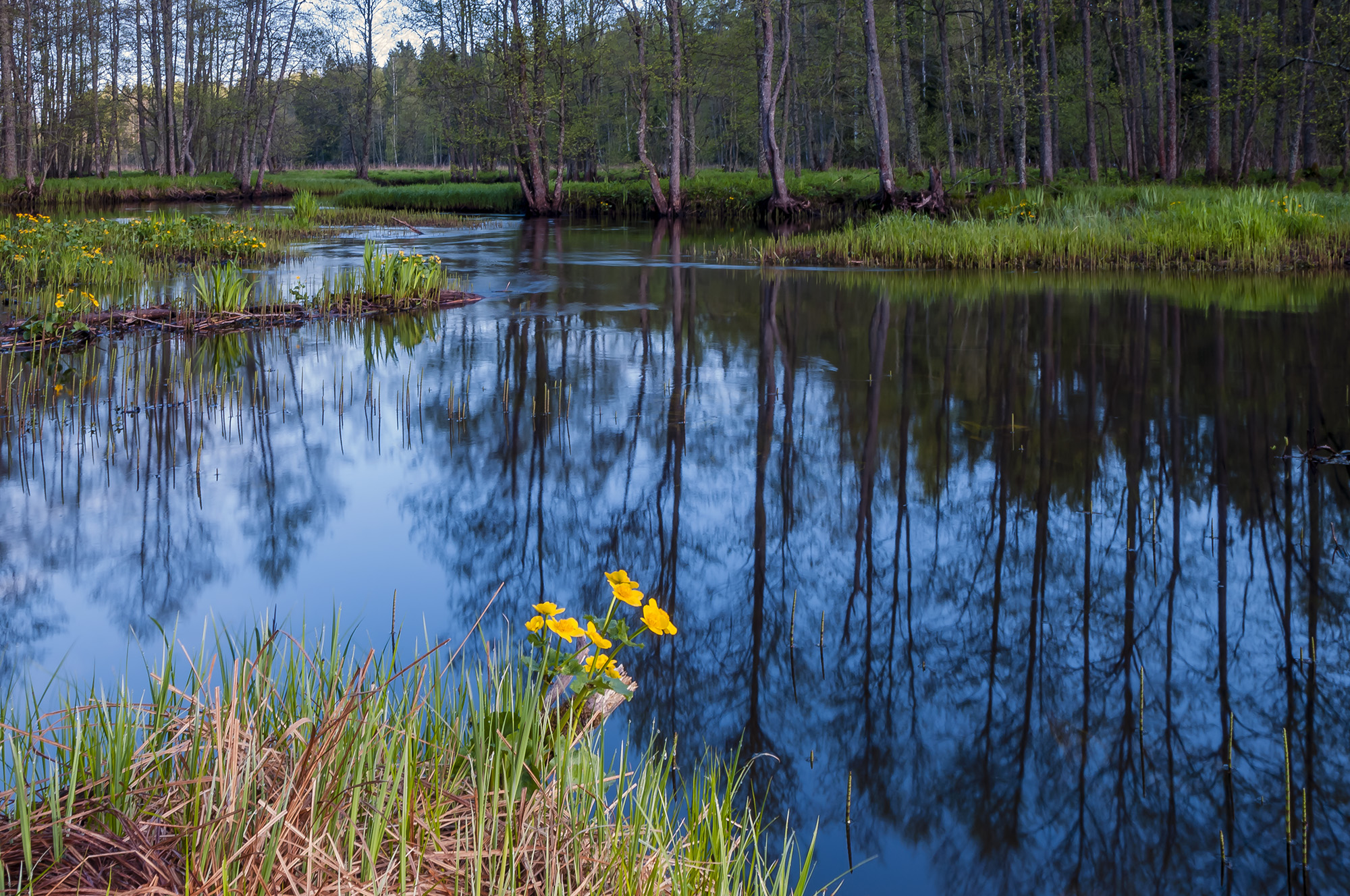
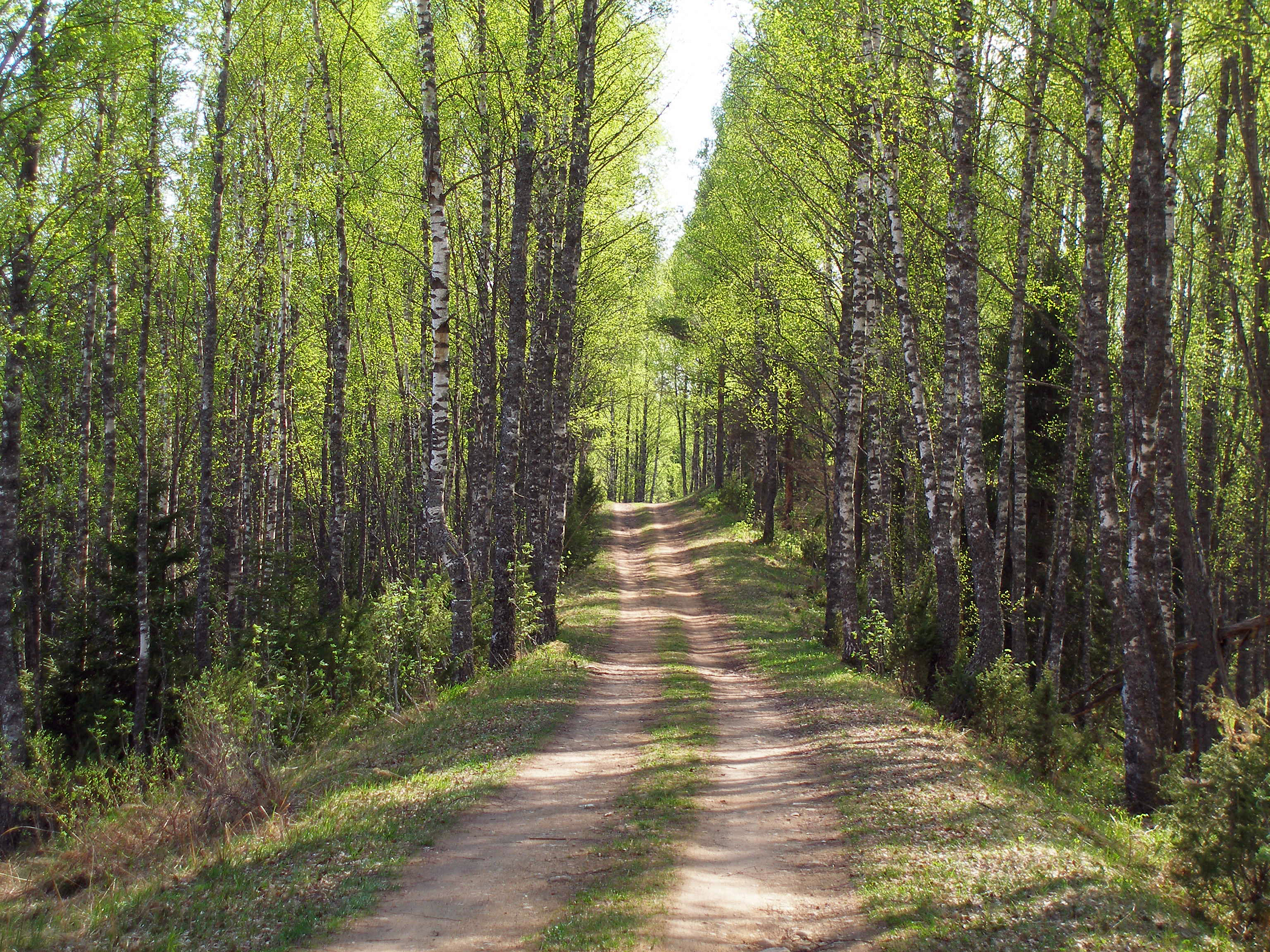
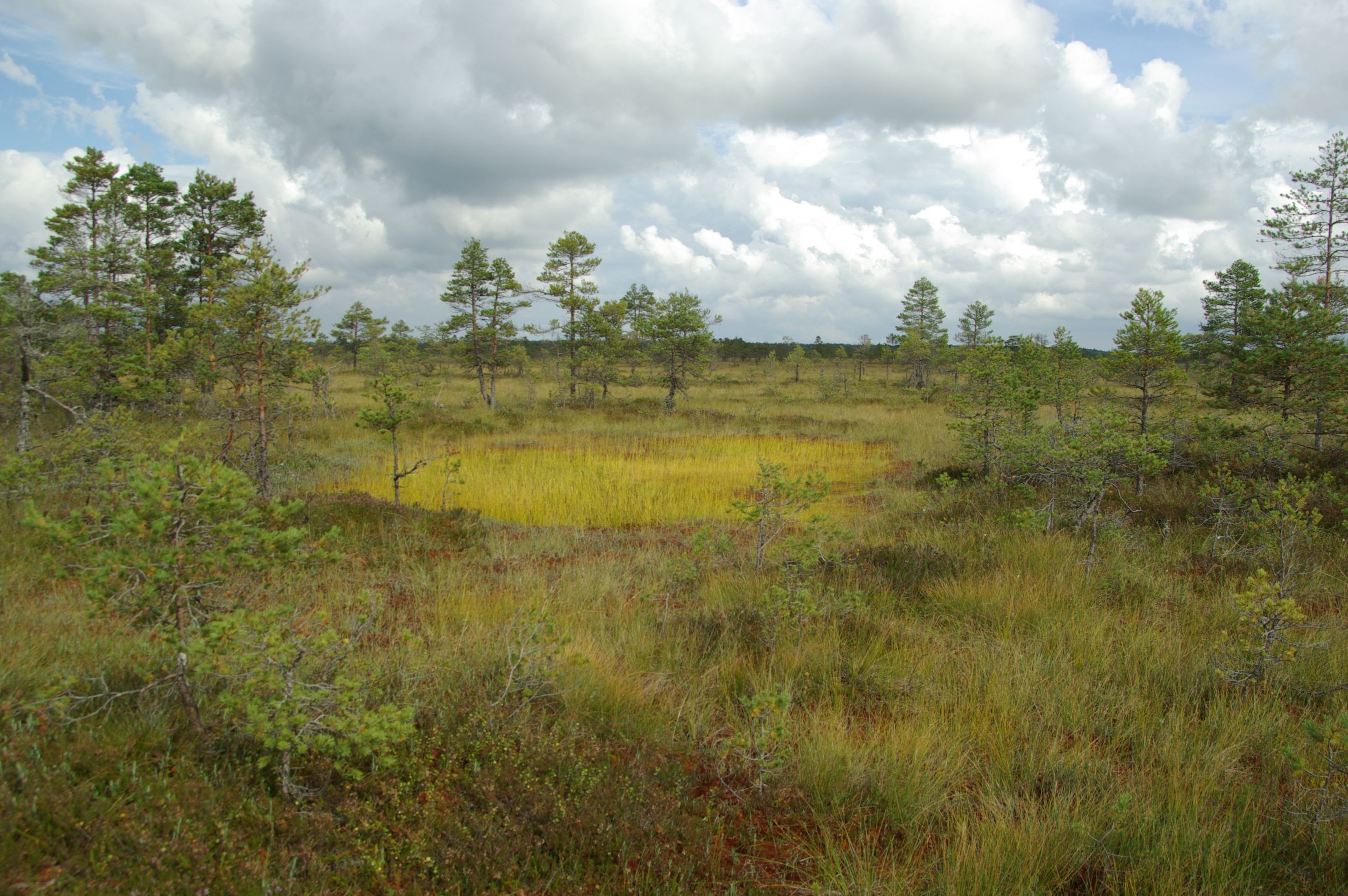